# قمری‌های زمینی آمریکایی
قمری‌های زمینی آمریکایی (نام علمی: Columbina) نام یک سرده از تیره کبوتران است.

## گونه‌ها
- قمری زمینی چشم‌آبی،  Columbina cyanopis
- قمری زمینی معمولی،  Columbina passerina
- قمری زمینی قارقارکن،  Columbina cruziana
- قمری زمینی اکوادوری،  Columbina buckleyi
- قمری زمینی پیکوئی،  Columbina picui
- قمری زمینی سینه‌ساده،  Columbina minuta
- قمری زمینی گلگون،  Columbina talpacoti
- قمری اینکا،  Columbina inca
- قمری پولک‌دار،  Columbina squammata